# 鳥取地震
鳥取地震（とっとりじしん）は、第二次世界大戦中の1943年（昭和18年）9月10日17時36分53秒に発生した地震である。震央は北緯35度28.3分、東経134度11.0分で、震源の深さは1キロ未満、M7.2 (Mw7.0)である。
鳥取市域の震度は6（烈震）とされたが、これは当時の震度階級の最大震度が6であったためである。当時の被害状況を現在の定義に照らすと「家屋の倒壊が30％以上に及ぶ」ことから、広範囲で震度7相当の揺れを生じたと推定される。鳥取地震の揺れは、東は甲信越から西は九州北部まで広範囲で感じられ、中国山地を越えて岡山市でも震度5を記録した。
この年から終戦の翌年にかけ、4年連続で1,000名を超える死者を出した4大地震（発生順に鳥取地震、東南海地震、三河地震、南海地震）の一つである。

## 各地の震度
震度4以上の地域は以下の通り。
| 震度 | 都道府県 | 観測点                                       |
| ---- | -------- | -------------------------------------------- |
| 6    | 鳥取県   | 鳥取市吉方                                   |
| 5    | 岡山県   | 岡山市北区桑田町                             |
| 5    | 山口県   | 萩市堀内                                     |
| 4    | 福井県   | 福井市豊島・敦賀市松栄町                     |
| 4    | 三重県   | 津市島崎町                                   |
| 4    | 滋賀県   | 彦根市城町                                   |
| 4    | 京都府   | 宮津測候所・京都市中京区西ノ京               |
| 4    | 大阪府   | 大阪市中央区大手前                           |
| 4    | 兵庫県   | 豊岡市桜町・神戸市中央区中山手・洲本市小路谷 |
| 4    | 和歌山県 | 和歌山市男野芝丁                             |
| 4    | 鳥取県   | 米子市博労町・境港市東本町                   |
| 4    | 島根県   | 松江市西津田・隠岐の島町西町                 |
| 4    | 岡山県   | 津山市林田                                   |
| 4    | 広島県   | 福山市松永町・呉市宝町                       |
| 4    | 徳島県   | 徳島市大和町                                 |
| 4    | 香川県   | 高松市伏石町・多度津町家中                   |
| 4    | 高知県   | 高知市本町                                   |

## 前兆現象
震央から60km離れた生野銀山の傾斜計では、地震が発生する6時間ほど前から異常な変動が記録されていたことがわかっており、日本における顕著な地震の前兆現象の事例の1つとして知られている。

## 先行地震活動
本地震発生の約半年前に鳥取県東部でM6前後の地震が続発し小被害があり、先行地震活動と考えられている。
1943年3月4日19時13分ごろ、最初の地震M6.2が発生、引き続き19時35分ごろにもM5.7の地震が発生した。また翌日の4時50分ごろには再びM6.2の地震がほぼ同じ場所で発生した。
| 発生年 | 発生日  | 発生時刻    | 震央       | 緯度     | 経度      | 深さ (km) | 規模 (Mj) | 最大震度 |
| ------ | ------- | ----------- | ---------- | -------- | --------- | --------- | --------- | -------- |
| 1943年 | 3月4日  | 午後7時13分 | 鳥取県東部 | 35°26.5′ | 134°06.2′ | 5         | 6.2       | 5        |
| 1943年 | 3月4日  | 午後7時35分 | 鳥取県東部 | 35°29.6′ | 134°11.6′ | 16        | 5.7       | 4        |
| 1943年 | 3月5日  | 午前4時50分 | 鳥取県東部 | 35°27.9′ | 134°14.1′ | 9         | 6.2       | 5        |
| 1943年 | 3月13日 | 午前0時24分 | 鳥取県東部 | 35°29.4′ | 134°10.2′ | 7         | 5.9       | 4        |

この一連の地震によって、鳥取市、氣高郡、岩美郡、八頭郡の各郡、特に沿岸地方で小被害があった。
賀露港の護岸が3か所崩れ、湖山村では長さ300メートル (m) に亘って崖崩れが発生した。地鳴り、発光現象が報告され、井戸水にも濁りなど異常が見られた。岩井温泉、三朝温泉、松崎温泉は湯温が上昇し、浜村温泉は一時湯量が減少した。人的被害は軽症11名、家屋被害は倒壊68（内住家は10未満）、半壊515であった。
地震調査研究推進本部は、2016年鳥取県中部地震発生後の評価書において、鳥取県周辺では過去に規模の大きな地震の発生後に規模の近い地震が続発した事例が複数あり、同程度もしくはさらに大規模な地震が数か月後に発生した事例もあるとしている。

## 断層
この地震では、2つの断層が出現した。ひとつは鳥取市西方にある気高郡鹿野町（現・鳥取市）から鳥取市上原地区にかけて長さ8キロメートル (km) にわたって延びた「鹿野-吉岡断層」である。この断層の南西寄りは北側が最大75センチメートル (cm) 沈下し、東方へ最大150 cm動いた。北東寄りは南側が最大50 cm沈下し、西方へずれるという複雑な動き方をした。
もうひとつは鹿野断層の北に並行してできた「吉岡断層」である。北側が最大50 cm沈下し、東方へ最大90 cm動いた。

## 被害

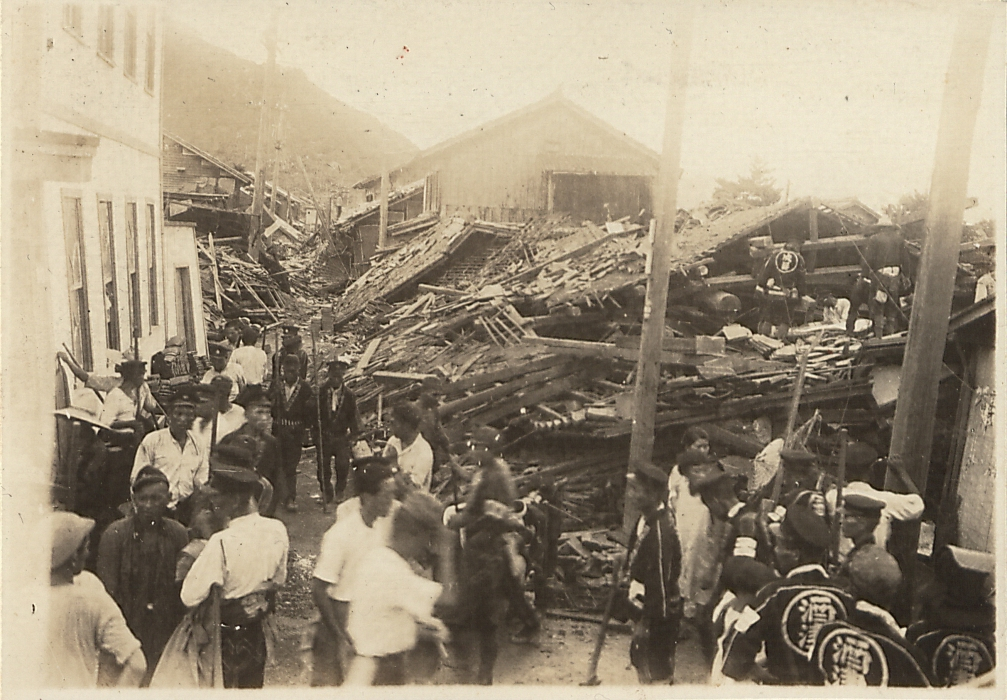
地震発生直後の鳥取市吉方町付近（鳥取県立公文書館所蔵）

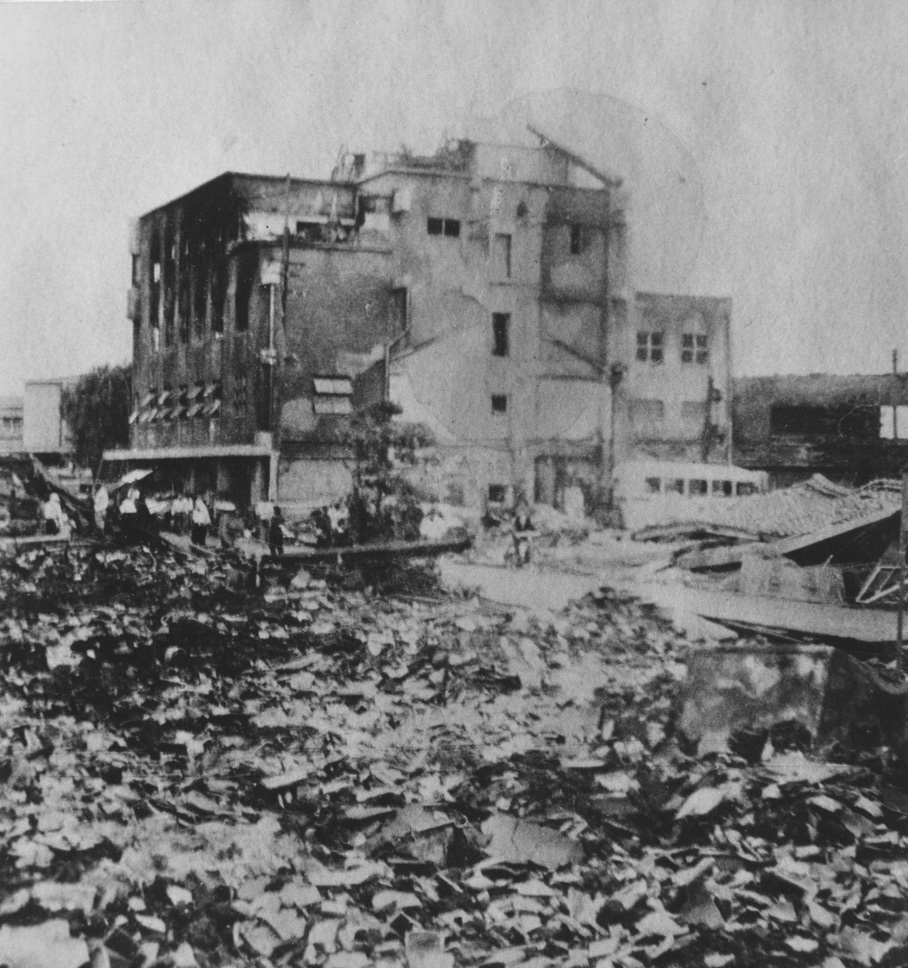
鳥取市内で地震による倒壊を免れたビル。手前は倒壊し火災に襲われた木造家屋の残骸。

鳥取地震による被害は、後述する『鳥取県震災小誌』（1944年）によると、死者1,210名、重軽傷者3,860名、家屋の全壊13,295棟、半壊14,110棟、全焼289棟、半焼10棟である。被害総額は、公共建築、土木、耕地、林務、農水産、畜産、商工関係をすべて合わせ、概算で約1億6千万円に上った。
なお、上記の人的被害及び建物被害の数値は、気象庁の資料とは一致しない。これは気象庁の資料が依拠する東京帝国大学地震研究所が発表した数値の集計時点が「（1943年）9月18日正午現在」、すなわち、被害集計が進行中のものであることに起因すると考えられる。
人的被害鳥取地震による死者は、鳥取県の公文書「震災関係資料」によれば1,210人である。しかし、犠牲者の公式な名簿は確認されておらず、死者数は資料により差違がある。死者の性別・年齢別で比較すると、0歳代の子どもと20歳代の女性に被害が集中している。
死者の中には、当地を芝居巡業で訪れていた歌舞伎役者の6代目大谷友右衛門がいた。また、公演のため鳥取を訪れていた木下大サーカスでも木下行治団長代理と女性団員6名が死亡したが、興行用のテントを罹災者の避難場所に提供して救援活動に当たった。
また、岩美郡岩美町荒金にあった荒金鉱山での事故による死者も含まれている。荒金鉱山では、地震により鉱泥を貯めていた堰堤が決壊し、鉱山住宅2棟、非住宅32棟、荒金集落の15戸及び水田30町歩が流された。日本人鉱山労働者及び荒金地区住民37名、朝鮮人労働者とその家族28名の計65名が犠牲となった。。
建物被害木造建物の被害率（総戸数に対する全壊家屋数の割合）をみると、鳥取市中心部が75％以上と、被災地域の中で最も高かった。この理由として、家屋が冬季の積雪に屋根が耐えられるよう、梁や横木を太くしていたため重心が上に偏っていたこと、度重なる千代川の水害により家屋の基礎が損傷していたこと、同年3月に発生した前震で建物にゆがみが生じていたことなどの要因が指摘されている。
鳥取市内にあった鉄筋コンクリート造の建物は、県立鳥取図書館、NHK鳥取放送局、阪鳥ビル、五臓円薬局、丸由百貨店であったが、主体構造部の被害は皆無であった。
火災の発生地震発生が夕刻で夕食準備や風呂焚きが火元となり、発災直後の午後5時40分頃より鳥取市内十数カ所で同時に火災が発生し、すべての火災が鎮火した翌日午前5時までの間、59カ所から出火した。このうち火災に至ったのは22カ所で、うち3カ所で火災が拡大した。地震による水道管の破裂や貯水槽の転倒、建物倒壊による消防自動車の通行不能などの状況下にあったが、防空演習時のような隣組や町内会を主体としたバケツ送水、下水を活用した消火活動、自然条件（降雨）などにより、大火には至らなかった。
液状化現象地震による液状化現象も発生し、鳥取師範学校附属国民学校や鳥取市立高等女学校の敷地内で噴砂の痕跡と思われるものが確認されている。
鉄道インフラの被害不通となっていた鉄道は、因美線が地震から2日後の9月12日午後5時に開通したほか、線路の湾曲や陥没、鉄橋の損壊、隧道の崩落等の被害が出た山陰本線も、昼夜兼行の復旧工事の末、9月22日午後3時40分に全通した。
通信インフラの状況鳥取市一帯の電話や無線電信は途絶したが、唯一、鳥取・米子間の鉄道電話のうちの一回線が応急修理で通話可能となった。被害の情報は、米子や岡山、大阪を中継し、東京の内務省警保局に報告された。
農産物への被害農産物については、耕地の被害に加え、労働力が復旧作業に割かれることによる人手不足を原因とする間接的な被害もあり、特に水稲、梨、柿の被害が大きかった。
| 地域（当時の名称） | 人的被害（人） | 人的被害（人） | 人的被害（人） | 住宅被害（戸） | 住宅被害（戸） | 住宅被害（戸）    |
| 地域（当時の名称） | 死者           | 重傷負傷者     | 軽傷負傷者     | 全壊           | 半壊           | 火災              |
| ------------------ | -------------- | -------------- | -------------- | -------------- | -------------- | ----------------- |
| 鳥取市             | 854            | 544            | 1,988          | 5,754          | 3,182          | 全焼 250、半焼 16 |
| 岩美郡             | 56             | 12             | 137            | 694            | 916            |                   |
| 八頭郡             | 49             | 11             | 15             | 3              | 28             |                   |
| 氣高郡             | 120            | 100            | 450            | 1014           | 1703           | 全焼 1            |
| 東伯郡             | 4              | 2              |                | 20             | 329            |                   |
| 合計               | 1,083          | 669            | 2,590          | 7,485          | 6,158          | 全焼 251、半焼 16 |

## 被害状況の調査等
政府の対応当時の東条英機首相は、自らの代理として内務大臣の安藤紀三郎を現地に派遣した。安藤は、9月12日午前2時に鳥取県庁に到着し、現地の視察等を行った。13日には宮内省の侍従・小倉庫次が県庁において天皇・皇后の勅旨を武島知事に伝達した。また、救援活動には、舞鶴鎮守府と中部第47部隊（鳥取連隊）などがあたった。
舞鶴海軍施設部による調査地震直後、舞鶴鎮守府から、支援物資とともに軍医以下132名が派遣され、現地で救護活動に従事している。ここに舞鶴海軍施設部の技手、中村善太郎と嘱託1名、写真員2名の計4名が同行し、現地で建築・土木工学の視点から調査を行った。
一行は、舞鶴防備隊所属の厦門丸で舞鶴軍港を発ち、12日に鳥取に到着。17日までの期間、鉄道・水道・道路・堤防・橋梁などの施設や建築物の被害状況について、写真撮影を含めて調査を行った。撮影された写真には、撮影地や具体的な被害状況が付記され、印画紙上にも赤インクで注記がなされている。
作成された報告書の「緒言」には、調査の目的を「軍諸施設将来ニ於ケル参考ニ資スベキ」とし、結論において「海軍諸施設ノ震害ニ対処スルノ方策」として、施設の建設場所を良好地質地域ニ変更」すること、やむを得ない場合は「充分ノ耐震的考慮」を払うことを進言している。
中央気象台による調査井上字胤技師は9月11日、東京を夜行列車で発ち、山陰本線で豊岡に立ち寄った後、居組から徒歩で13日夜に鳥取市に到着。本間寧技師、高木聖技手は、大阪を11日に発ち、13日朝に因美線で鳥取市に到着した。現地での調査結果は、『鳥取地震概報』としてまとめられた。
東京帝国大学地震研究所による調査表俊一郎は、地震計7台を携行して11日朝に東京を発って現地に向かい、12日夕刻から10月10日まで余震観測を行った。表以外にも、多くの所員が現地調査を行い、調査結果は「東京帝国大学地震研究所彙報」で報告されている。
陸地測量部による調査震源地付近の三角点の現況を調査するとともに、一等水準点の検測復旧を実施した。調査は11月22日から1944年1月16日まで行われ、測量の成果は東京帝国大学地震研究所彙報に掲載された。
建築学会震災調査隊9月11日の朝刊で鳥取地震の発生が伝えられると、日本建築学会は調査隊の派遣を決定。調査隊は、東京帝国大学、京都帝国大学、東京工業大学、早稲田大学の建築学科教授等、大蔵、文部、逓信、鉄道各省、東京都の建築関係の技師、総勢20数名で構成された。
調査隊は9月18日早朝に鳥取市に到着し、以後10日間にわたって建築物の被害状況を調査した。調査の結果は、1943年12月26日に帝国鉄道協会（東京・丸の内）で開催された鳥取県震災調査報告講演会で報告され、翌年には『建築雑誌』に「鳥取県震災調査報告」として掲載された。

## その他
流言の流布関東大震災の時のような流言に基づく大規模な混乱は起きなかったが、一部で「今年は件が生まれたそうだから鳥取の地震は件の言った通りだった」「地震のあとには今度は噴火か津波が来るだろう」「この次28日に又大地震が来るからあぶない」などの流言が広まり、警察に拘留される者もいた。
国内外からの義捐金・支援物資等情報統制下であったが、地震被害は全国紙、地方紙、ラジオで伝えられ、全国から義捐金や支援物資が集まった。また、海外でも報道され、スイス、タイ、ビルマ、中華民国、満州の各国政府から見舞いのメッセージや見舞金、食料が寄せられた。
『鳥取県震災小史』の刊行震災の翌年、鳥取市は一周年に合わせて『鳥取県震災小史』を刊行した。地震被害の実情とそれへの対応をまとめたもので、内容は「マル秘」扱いとされた。執筆したのは、当時の特高課長で地方警視だった小橋正男である。
記録写真鳥取地震の被害状況等を記録した写真は現在、鳥取県立公文書館、鳥取市歴史博物館、東京大学地震研究所、鳥取地方気象台、鳥取県立図書館が所蔵している。このうち、鳥取県立公文書館には、舞鶴海軍施設部作成「鳥取地方震災被害調査報告書」、「鳥取大震災関係写真」災害篇・復興篇などの写真群があり、すべて「とっとりデジタルコレクション」で閲覧が可能である。東京大学地震研究所には、「昭和18年鳥取地震写真帳」が残されている。白黒写真209枚が貼付されており、撮影日が記載されている。
慰霊碑の建立鳥取地震から80年となった2023年（令和5年）9月10日、旧鳥取市役所（本庁舎）跡地の一角に慰霊碑が建立され、除幕式が行われた。被災者や遺族などで作る「鳥取地震犠牲者の慰霊碑（記念碑）建立をめざす会」が募金活動を行い、鳥取市も市有地を同会に無償貸し付けすることで実現した。
昭和天皇の視察1947年（昭和22年）11月27日、鳥取市内に昭和天皇の戦後巡幸があり、車窓から被災者仮設住宅（鳥取市営御濠端仮住宅）の視察が行われた。